# Mistrovství světa v plavání na otevřené vodě 2000
IV. mistrovství světa v plavání na otevřené vodě za rok 2000 proběhlo na Honolulu, Spojené státy ve dnech 29. října až 4. listopadu 2000.

## Česká stopa
Česko reprezentovali 2 závodníci.
V závodě na 5 km žen startovalo 24 závodnic – Jana Pechanová (*1981) z KPSP Kometa Brno obsadila 14. místo. V plaveckém maratonu na 10 km startovalo 19 závodnic — Jana Pechanová (*1981) z KPSP Kometa Brno obsadila 11. místo. 
V závodě na 5 km mužů startovalo 32 závodníků – Pavel Srb (*1980) z TJ Bohemians Praha 19. místo. V závodě na 25 km mužů startovalo 26 závodníků – Pavel Srb (*1980) z TJ Bohemians Praha obsadil 18. místo

## Výsledky

### Individuální disciplíny
| Muži                      | Zlato                     | Zlato     | Stříbro                   | Stříbro   | Bronz                     | Bronz     |
| ------------------------- | ------------------------- | --------- | ------------------------- | --------- | ------------------------- | --------- |
| 5 km                      | Jevgenij Bezručenko (RUS) | 59:18,3   | David Meca (ESP)          | 59:20,7   | Luca Baldini (ITA)        | 59:20,9   |
| plavecký maraton na 10 km | David Meca (ESP)          | 1:57:10,5 | Petar Stojčev (BUL)       | 1:57:14,5 | Jevgenij Bezručenko (RUS) | 1:57:15,1 |
| 25 km                     | Jurij Kudinov (RUS)       | 4:55:51,2 | David Meca (ESP)          | 4:56:11,5 | Alexej Akaťjev (RUS)      | 4:57:03,2 |
| Ženy                      | Zlato                     | Zlato     | Stříbro                   | Stříbro   | Bronz                     | Bronz     |
| 5 km                      | Peggy Büchseová (GER)     | 1:02:36,3 | Kalyn Kellerová (USA)     | 1:02:40,5 | Viola Valliová (ITA)      | 1:02:41,2 |
| plavecký maraton na 10 km | Edith van Dijková (NED)   | 2:06:44,5 | Melissa Pasqualiová (ITA) | 2:07:38,9 | Peggy Büchseová (GER)     | 2:08:00,3 |
| 25 km                     | Edith van Dijková (NED)   | 5:30:04,1 | Viola Valliová (ITA)      | 5:30:06,1 | Angela Maurerová (GER)    | 5:30:08,1 |

### Družstva
| Mix                    | Zlato                                                                | Zlato      | Stříbro                                                             | Stříbro    | Bronz                                                             | Bronz      |
| ---------------------- | -------------------------------------------------------------------- | ---------- | ------------------------------------------------------------------- | ---------- | ----------------------------------------------------------------- | ---------- |
| 5 km smíšené družstvo  | Itálie (ITA) (Viola Valliová, Luca Baldini, Fabio Venturini)         | 3:01:24,8  | Rusko (RUS) (Irina Abysovová, Jevgenij Bezručenko, Alexej Akaťjev)  | 3:01:34,7  | Německo (GER) (Peggy Büchseová, Christof Wandratsch, Ben Hoffman) | 3:01:57,8  |
| 10 km smíšené družstvo | Německo (GER) (Peggy Büchseová, Christof Wandratsch, Andreas Maurer) | 6:03:03,7  | Rusko (RUS) (Irina Abysovová, Jevgenij Bezručenko, Vladimir Ďatčin) | 6:03:34,0  | USA (USA) (Dawn Heckmanová, Benjamin Hanley, Matthew Martin)      | 6:03:39,9  |
| 25 km smíšené družstvo | Rusko (RUS) (Natalija Pankinová, Jurij Kudinov, Alexej Akaťjev)      | 15:24:19,6 | Itálie (ITA) (Viola Valliová, Claudio Gargaro, Fabio Fusi)          | 15:25:33,7 | Francie (FRA) (Audrey Boitteová, Stéphane Gomez, Stéphane Lecat)  | 15:35:55,8 |

## Medailová bilance
V plavání na otevřené vodě se rozdělily celkem 9 sad medailí.
| Pořadí | Stát             |       | Muži    | Muži  | Muži  |         | Ženy  | Ženy  | Ženy    |       | Mix   | Mix     | Mix   |  | Muži + Ženy + Mix | Muži + Ženy + Mix | Muži + Ženy + Mix | Celkem |
| Pořadí | Stát             | Zlato | Stříbro | Bronz | Zlato | Stříbro | Bronz | Zlato | Stříbro | Bronz | Zlato | Stříbro | Bronz |  |                   |                   |                   | Celkem |
| ------ | ---------------- | ----- | ------- | ----- | ----- | ------- | ----- | ----- | ------- | ----- | ----- | ------- | ----- |  | ----------------- | ----------------- | ----------------- | ------ |
| 1.     | Rusko (RUS)      |       | 2       | 0     | 2     |         | 0     | 0     | 0       |       | 1     | 2       | 0     |  | 3                 | 2                 | 2                 | 7      |
| 2.     | Německo (GER)    |       | 0       | 0     | 0     |         | 1     | 0     | 2       |       | 1     | 0       | 1     |  | 2                 | 0                 | 3                 | 5      |
| 3.     | Nizozemsko (NED) |       | 0       | 0     | 0     |         | 2     | 0     | 0       |       | 0     | 0       | 0     |  | 2                 | 0                 | 0                 | 2      |
| 4.     | Itálie (ITA)     |       | 0       | 0     | 1     |         | 0     | 2     | 1       |       | 1     | 1       | 0     |  | 1                 | 3                 | 2                 | 6      |
| 5.     | Španělsko (ESP)  |       | 1       | 2     | 0     |         | 0     | 0     | 0       |       | 0     | 0       | 0     |  | 1                 | 2                 | 0                 | 3      |
| 6.     | USA (USA)        |       | 0       | 0     | 0     |         | 0     | 1     | 0       |       | 0     | 0       | 1     |  | 0                 | 1                 | 1                 | 2      |
| 7.     | Bulharsko (BUL)  |       | 0       | 1     | 0     |         | 0     | 0     | 0       |       | 0     | 0       | 0     |  | 0                 | 1                 | 0                 | 1      |
| 8.     | Francie (FRA)    |       | 0       | 0     | 0     |         | 0     | 0     | 0       |       | 0     | 0       | 1     |  | 0                 | 0                 | 1                 | 1      |
| Celkem | Celkem           |       | 3       | 3     | 3     |         | 3     | 3     | 3       |       | 3     | 3       | 3     |  | 9                 | 9                 | 9                 | 27     |